# Пайпер, Кэти
Кейт Эли́забет «Кэ́ти» Па́йпер (англ. Kate Elizabeth «Katie» Piper; 12 октября 1983, Андовер, Хэмпшир, Англия, Великобритания) — британская журналистка, телеведущая и фотомодель.

## Нападение и кислотная атака
Дэниел Линч, спортсмен в области боевых искусств, который следил за карьерой Кэти в СМИ и модельном бизнесе, познакомился с ней через социальную сеть «Facebook». Они впервые встретились лично в Рединге (Беркшир), где Пайпер работала и изначально она была довольна их отношениями, не зная, что ранее Дэниел был заключен в тюрьму за то, что облил лицо человека кипятком.
Через две недели их отношений, 29 марта 2008 года, пара заказала номер в отеле в Бэйуотере после еды. В номере отеля Линч избил и изнасиловал Кэти, пригрозив, что зарежет её бритвой и повесит, а затем нанёс ей несколько ранений рук. После восьми часов в отеле они вернулись в квартиру Пайпер в Голдерс-Грин. Пайпер лечилась от ранений в больнице «Royal Free», но скрывала инцидент от врачей и полиции, потому что боялась Линча.
Кэти получила множество телефонных звонков и извинений от Линча. 31 марта 2008 года, через два дня после первой атаки, Линч убедил пойти Пайпер в интернет-кафе, чтобы прочитать его письмо на «Facebook». Позже сообщник Линча, Стефан Сильвестр, подкараулил Пайпер на дороге и плеснул серной кислотой в её лицо. Камерам на улице удалось зафиксировать нападение и позже Линч и Сильвестр были арестованы. В итоге Линч получил два пожизненных срока и будет должен просидеть в тюрьме как минимум 16 лет до возможности обжалования приговора, а Сильвестр получил пожизненное заключение и как минимум 12 лет до возможности обжалования приговора. Пайпер перенесла более 40 пластических операций после кислотной атаки, но в итоге она так и осталась слепой на один глаз.

## Личная жизнь
С 6 ноября 2015 года замужем за Ричардом Джеймсом Саттоном, с которым она встречалась четыре года до их свадьбы. У супругов две дочери — Белль Элизабет Саттон (род. 14 марта 2014) и Пенелопа Дайан Саттон (род. 10 декабря 2017).